# Ophiostoma coronatum
Ophiostoma coronatum är en svampart som först beskrevs av Olchow. & J. Reid, och fick sitt nu gällande namn av M. Villarreal 2005. Ophiostoma coronatum ingår i släktet Ophiostoma och familjen Ophiostomataceae.   Inga underarter finns listade i Catalogue of Life.